# Nagyszékely
Nagyszékely ist eine ungarische Gemeinde im Kreis Tamási im Komitat Tolna.

## Geografische Lage
Nagyszékely liegt neunzehn Kilometer östlich der Kreisstadt Tamási an dem Fluss Nagyszékelyi-árok.  Nachbargemeinden im Umkreis von acht Kilometern sind Kisszékely, Miszla, Sárszentlőrinc, Udvari und Pincehely.

## Geschichte
Im Jahr 1907 gab es in der damaligen Großgemeinde 405 Häuser und 2383 Einwohner auf einer Fläche von 6381  Katastraljochen. Sie gehörte zu dieser Zeit zum Bezirk Simontornya im Komitat Tolna.

## Sehenswürdigkeiten
- Artesischer Brunnen
- Denkmal zur Brandkatastrophe vom 14. April 1807
- Heimatgeschichtliche Sammlung (Helytörténeti Gyűjtemény)
- Reformierte Kirche, erbaut um 1800
- Römisch-katholische Kirche Jézus Szíve, erbaut Anfang des 20. Jahrhunderts
- Weltkriegsdenkmäler

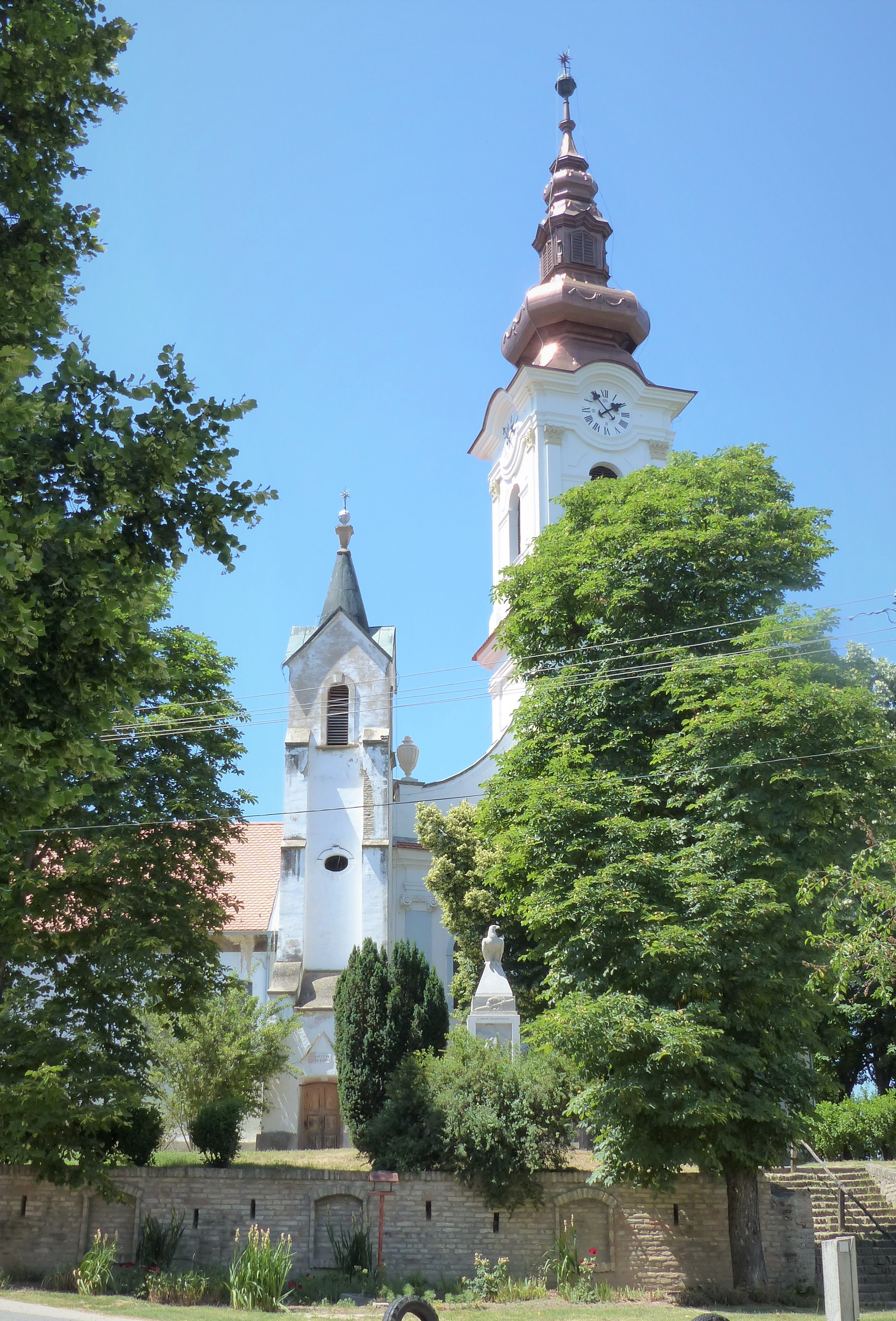
Blick auf die reformierte Kirche
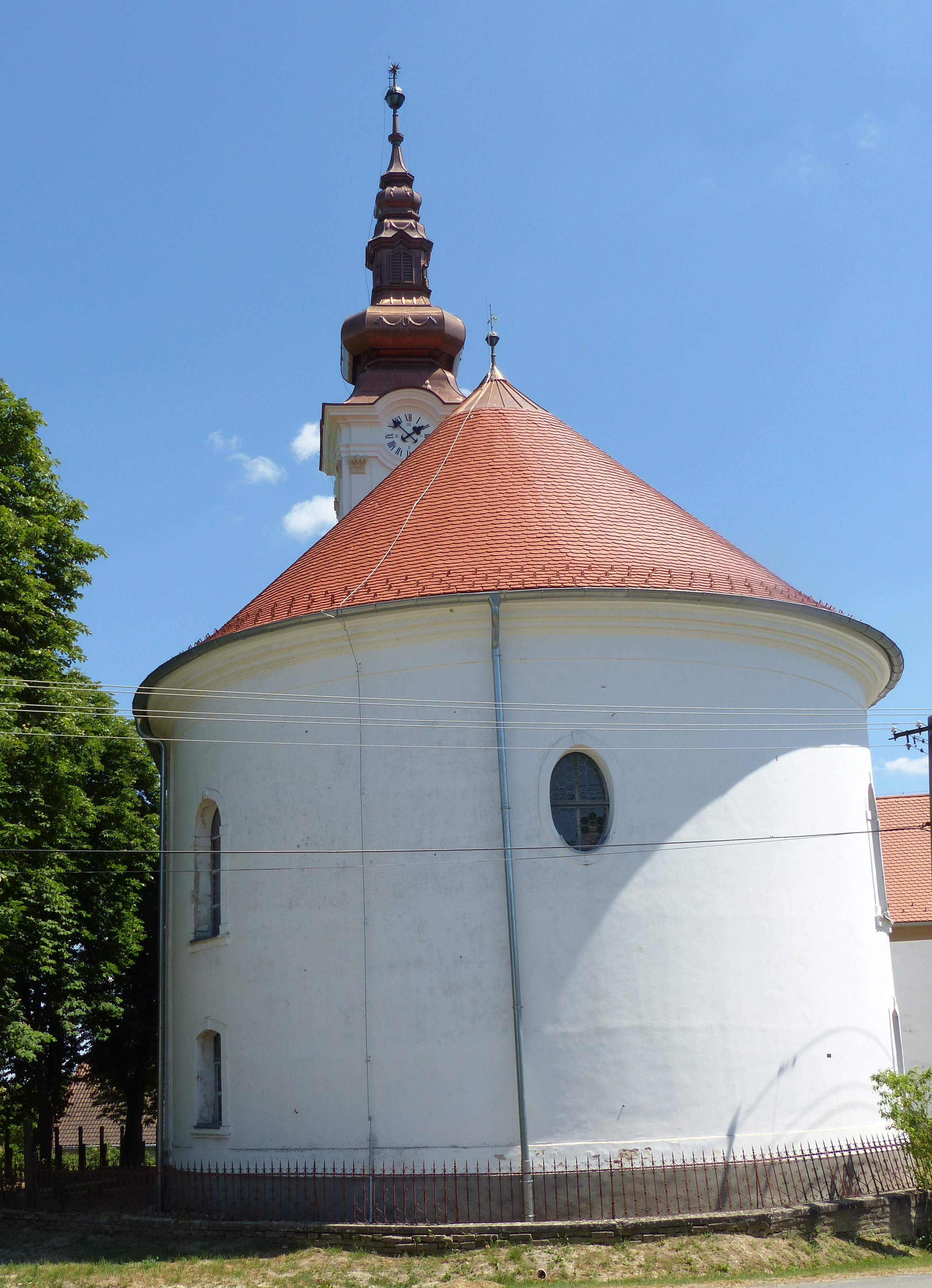
Rückseite der reformierten Kirche
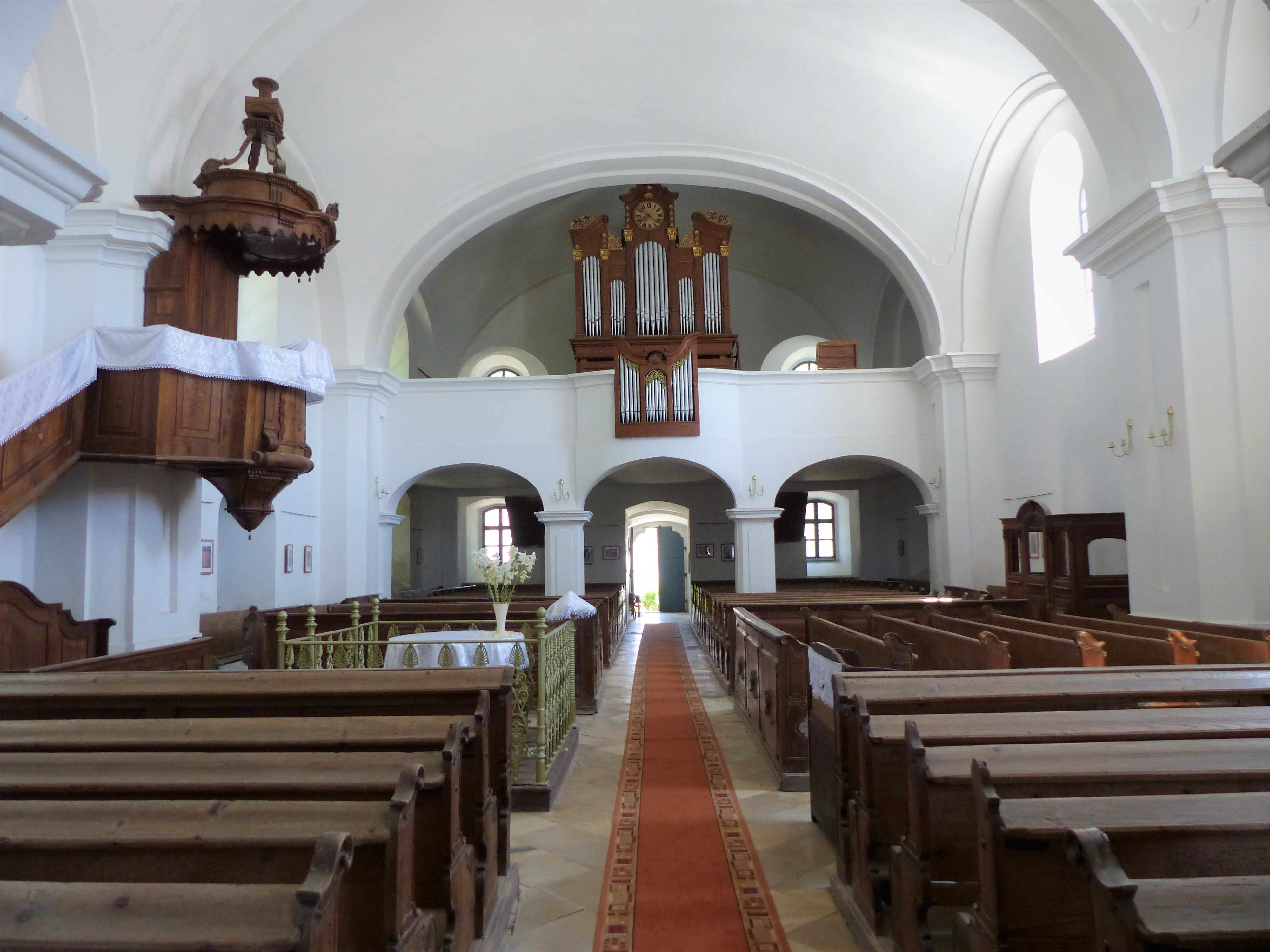
Innenraum der reformierten Kirche
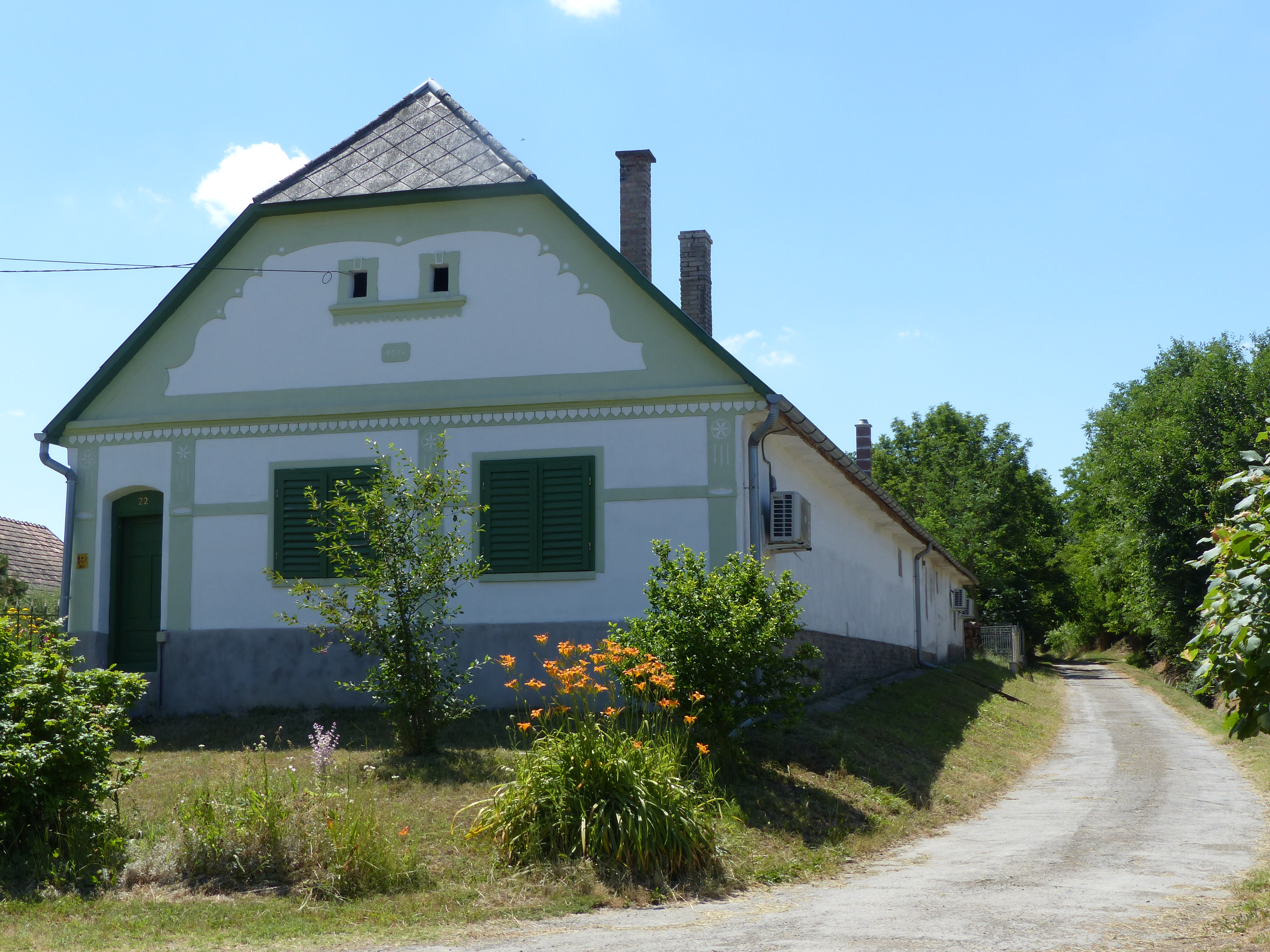
Haus in Nagyszékely
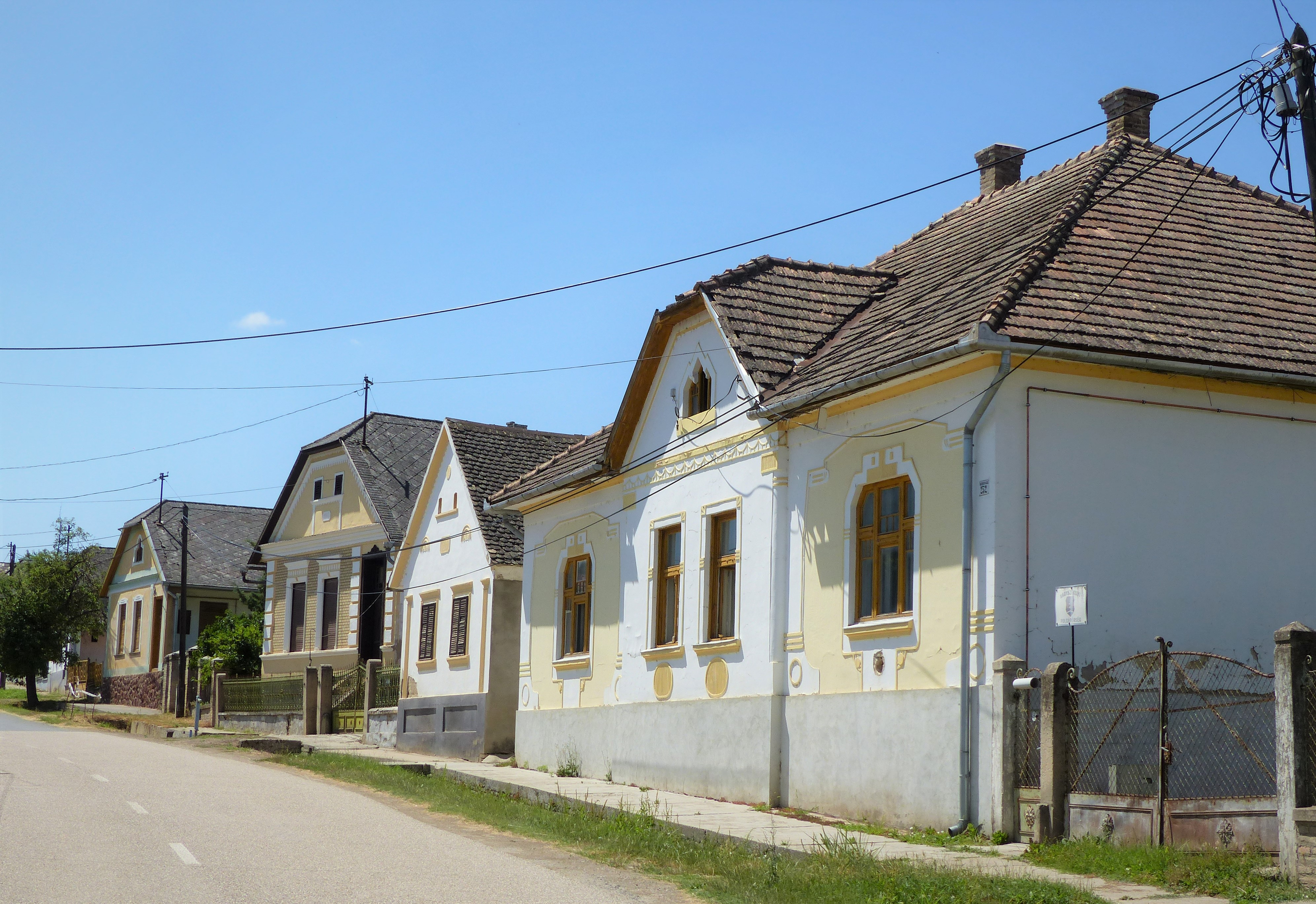
Häuserzeile in Nagyszékely

## Verkehr
Nach Nagyszékely führt die Landstraße Nr. 6312. Es bestehen Busverbindungen nach Pincehely, wo sich der  nächstgelegene Bahnhof befindet.